# Войнович, Лянко
Ля́нко Эвангели́ста Силве́йра Не́вес Во́йнович (порт.-браз. Lyanco Evangelista Silveira Neves Vojnović более известный, как Лянко порт. Lyanco; родился 1 февраля 1997 года в Витории, Бразилия) — бразильский и сербский футболист, защитник клуба «Атлетико Минейро».
Дед Лянко Йован Войнович родился в Югославии и переехал в Бразилию в возрасте семи лет, спасаясь от Второй мировой войны.

## Клубная карьера
Лянко — воспитанник клубов «Ботафого» и «Сан-Паулу». 2 июля 2015 года в матче против «Атлетико Паранаэнсе» он дебютировал в составе последнего в бразильской Серии А. 10 июля 2016 года в поединке против «Америка Минейро» Лянко забил свой первый гол за «Сан-Паулу».
29 марта 2017 года Лянко перешёл в итальянский «Торино» за 7 миллионов евро. Контракт подписан сроком на 5 лет. В матче против «Удинезе» он дебютировал в итальянской Серии A.
В январе 2019 года Войнович отправился в аренду в «Болонью». 3 февраля в матче против миланского «Интера» он дебютировал за новую команду. 13 мая в поединке против «Пармы» Лянко забил свой первый гол за «Болонью». 
Летом 2021 года Войнович перешёл в английский «Саутгемптон». 30 октября в матче против «Уотфорда» он дебютировал в английской Премьер-лиге. 8 мая 2023 года в поединке против «Ноттингем Форест» Лянко забил свой первый гол за «Саутгемптон». 

## Международная карьера
В 2016 году Лянко дебютировал за юношескую сборную Сербии, но затем принял решение выступать за Бразилию.
В 2017 года Лянко в составе молодёжной сборной Бразилии принял участие в молодёжном чемпионате Южной Америки в Эквадоре. На турнире он сыграл в матчах против команд Чили, Аргентины, Уругвая и дважды Эквадора и Колумбии.